# Howard Webb
Pour les articles homonymes, voir Webb.
Howard Webb, né le 14 juillet 1971 à Rotherham, est un arbitre anglais international de 2005 à 2014. Il est également sergent à la South Yorkshire Police.

## Carrière
Il est arbitre de Premier League depuis 1998. Il occupait alors le poste de juge de touche, avant de devenir arbitre central en 2003. Il a dirigé le Community Shield en 2005, puis son premier match international le 15 novembre, opposant l'Irlande du Nord au Portugal.
Le 25 septembre 2006, il arbitre son premier match de Ligue des champions, entre le Steaua Bucarest et l'Olympique lyonnais. Un an plus tard exactement, il officie lors de la finale de la Carling Cup.
Il a été sélectionné pour participer et représenter l'Angleterre lors de l'Euro 2008. Il a arbitré, le samedi 22 mai, la finale de la Ligue des Champions 2010 entre l'Inter de Milan et le Bayern de Munich, qui s'est déroulée au stade Santiago Bernabéu de Madrid.
Il a été désigné pour arbitrer la finale de la Coupe du monde 2010, le 11 juillet 2010. Cette rencontre a opposé les Pays-Bas à l'Espagne. Un match difficile étant donné la multiplication des fautes par les Néerlandais, qui ont sciemment joué un jeu « rugueux » pour intimider les Espagnols. Howard Webb aura distribué de nombreux cartons jaunes dans ce match. Il détient depuis le record de cartons distribués en finale de coupe du monde avec 14 jaunes et 1 rouge. Malgré de nombreuses critiques sur sa prestation, il considère avoir réussi à tenir les deux équipes et à faire un bon match.
Il est fait Membre de l'Ordre de l'Empire britannique le 31 décembre 2010 pour services rendus au football.
Le 17 mars 2012, lors du quart de finale de la coupe d'Angleterre opposant Tottenham à Bolton, lorsque Fabrice Muamba est victime d'un malaise cardiaque, Webb arrête le match.
Il représente de nouveau l'Angleterre à l'occasion de la Coupe du monde 2014 qui se déroule au Brésil.
En août 2014, il décide de mettre un terme à sa carrière d'arbitre pour devenir directeur technique de l'association des arbitres de la fédération anglaise de football.

## Statistiques
| Saison    | Nbre de matchs | Cartons jaunes | Cartons rouges |
| --------- | -------------- | -------------- | -------------- |
| 2000-2001 | 26             | 58             | 1              |
| 2001-2002 | 32             | 69             | 5              |
| 2002-2003 | 39             | 145            | 4              |
| 2003-2004 | 34             | 92             | 9              |
| 2004-2005 | 34             | 110            | 4              |
| 2005-2006 | 47             | 117            | 7              |
| 2006-2007 | 45             | 156            | 9              |
| 2007-2008 | 46             | 166            | 10             |
| 2008-2009 | 36             | 116            | 5              |
| 2009-2010 | 46             | 178            | 6              |
| 2010-2011 | 45             | 141            | 6              |
| 2011-2012 | 51             | 167            | 5              |
| 2012-2013 | 42             | 148            | 5              |